# الکساندر پانتیچ
الکساندر پانتیچ (صربی: Aleksandar Pantić؛ زادهٔ ۱ اکتبر ۱۹۷۸) بازیکن فوتبال اهل صربستان بود.
از باشگاه‌هایی که در آن بازی کرده‌است می‌توان به باشگاه فوتبال اومانیا، باشگاه فوتبال ستاره سرخ بلگراد، و باشگاه فوتبال راد اشاره کرد.
وی همچنین در تیم ملی فوتبال صربستان و مونته‌نگرو بازی کرده‌است.